# Klarer See
Der Klare See liegt auf dem Gemeindegebiet Temmen-Ringenwalde im Nordosten von Brandenburg im Landkreis Uckermark. Er hat eine Wasserfläche von etwa 44 Hektar und ist etwa 1,3 Kilometer lang und etwa 500 Meter breit. Am Seeufer liegt der Gemeindeteil Alt-Temmen der Gemeinde Temmen-Ringenwalde.
Der See gehört zur Uckermärkischen Seenlandschaft. Die tiefste Stelle befindet sich unweit der Schmalstelle im Osten. Im Südwesten mündet der Zufluss vom Düstersee. Am Nordufer befindet sich eine markante schmale Bucht.
Der See liegt im Biosphärenreservat Schorfheide-Chorin.